# Tianmuhu (köpinghuvudort i Kina, Jiangsu Sheng, lat 31,33, long 119,44)
Tianmuhu (kinesiska: 天目湖, 天目湖镇) är en köpinghuvudort i Kina. Den ligger i provinsen Jiangsu, i den östra delen av landet, omkring 100 kilometer sydost om provinshuvudstaden Nanjing. Antalet invånare är 62 847. Befolkningen består av 31 679 kvinnor och 31 168 män. Barn under 15 år utgör 12,0 %, vuxna 15-64 år 75 %, och äldre över 65 år 12,0 %.
Runt Tianmuhu är det ganska tätbefolkat, med 222 invånare per kvadratkilometer. Närmaste större samhälle är Zhangzhu, 19,1 km öster om Tianmuhu. Trakten runt Tianmuhu består till största delen av jordbruksmark.
Genomsnittlig årsnederbörd är 1 538 millimeter. Den regnigaste månaden är juli, med i genomsnitt 254 mm nederbörd, och den torraste är december, med 48 mm nederbörd.